# 기부채납
기부채납(寄附採納, 영어: contributed acceptance)은 행정법상 개념으로 국가 또는 지방자치단체가 기반 시설을 확충하기 위해 사업 시행자로부터 무상으로 재산을 받아들이는 것을 뜻한다. 여기서 기부(寄附)는 민법상의 증여이고 채납(採納)은 승낙이다. 보통 기부채납된 용지는 도로나 공원, 도서관, 어린이집, 미술관, 학교 등을 짓는 데 쓰이는 경우가 많다. 참고로, 시장재건축사업 또는 시장정비사업 등에서 판매 업무용건물 신축시 특정층을 주민복지시설 등으로 기부채납받는 경우도 있다.

## 판례
- 토지소유자가 토지형질변경행위 허가에 붙은 기부채납의 부관에 따라 토지를 국가나 지방자치단체에 기부채납한 경우, 기부채납의 부관이 당연무효이거나 취소되지 아니한 이상 토지소유자는 위 부관으로 인하여 증여계약의 중요부분에 착오가 있음을 이유로 증여계약을 취소할 수 없다.[3]
- 지방자치단체장이 사업자에게 주택사업계획승인을 하면서 그 주택사업과는 아무런 관련이 없는 토지를 기부채납하도록 하는 부관을 주택사업계획승인에 붙인 경우, 그 부관은 부당결부금지원칙에 위반되어 위법하지만 당연무효는 아니다.[4]

## 같이 보기
- 부관
- 부담

## 참고 문헌
- 김철용, 행정법, 고시계사, 2012. ISBN 9788958223832